# Dendrobium superans
Dendrobium superans är en orkidéart som beskrevs av Johannes Jacobus Smith. Dendrobium superans ingår i släktet Dendrobium, och familjen orkidéer.
Artens utbredningsområde är Sulawesi. Inga underarter finns listade i Catalogue of Life.